# Pablo Larios
Pablo Larios (31 de julho de 1960 - Puebla, 31 de janeiro de 2019) foi um futebolista mexicano que competiu na Copa do Mundo FIFA de 1986.
Por clubes, jogou maior parte da carreira no Zacatepec, Cruz Azul e Puebla.[carece de fontes?]
Morreu em 31 de janeiro de 2019, aos 58 anos de idade, na cidade de Puebla. Ele havia sido internado na emergência hospitalar devido a uma obstrução intestinal e parada respiratória, que obrigou o corpo médico a realizar uma cirurgia de emergência.